# تلمبة غوهري (نغار بردسير)
تلمبة غوهري (بالإنجليزية: Tolombeh-ye Guhri)‏ هي مستوطنة تقع في إيران في كرمان. يقدر عدد سكانها بـ 16 نسمة .